# 大稲荷古墳群
大稲荷古墳群（おおとうかこふんぐん）は、埼玉県行田市須加にある古墳群である。直径20メートルの浅間塚古墳以外の古墳は削平され、1号墳・2号墳所在地点は水田となっている。

## 概要
1969年（昭和44年）に耕地整理の工事中に偶然埴輪が発見され、緊急調査が行われた。厚い氾濫土の下から2基の古墳跡（大稲荷1号墳、2号墳）が検出された。

### 大稲荷1号墳
直径24メートルの円墳と推定される。前方部を南西方向に向けている。円筒埴輪列が直径24メートルの弧を描いて出土した。
1918年（大正7年）にこの古墳と思われる古墳から石棺が発掘され、四獣鏡、刀身、鹿角装刀子、釧、管玉、土師器などが出土した。これらの出土品は東京国立博物館に収蔵されている。
主体部は不明であるが、古墳の中心からやや南東にずれた位置から砂利が敷き詰められた棺床面と思われる箇所が確認されている。またこの古墳から掘り出されたと伝えられる大量の緑泥片岩片が本法寺に現存しており、竪穴系の石室が想定される。出土した土師器から、6世紀初頭の築造と推定される。

### 大稲荷2号墳
1号墳の東南57メートルの水田面より21センチ下で細長い礫群が発見された。この礫の下から大刀1、鉄鏃17、刀子1、轡1が出土したことから、木棺を覆っていた礫であると推測される。出土した轡の形態から5世紀末の築造と推定されている。